# Бартош, Милан
Милан Бартош (серб. Milan Bartoš; 10 ноября 1901, Белград — 12 марта 1974, там же) — югославский юрист, специалист по международному праву, педагог, академик, профессор Белградского университета, доктор наук, вице-президент Сербской академии наук и искусств, член Комиссии международного права ООН и Постоянной палаты третейского суда в Гааге. Почётный член Словенской академии наук и искусств и Македонской академии наук и искусств.
С 1945 года — член делегации СФРЮ на заседаниях ООН.
Автор более 200 научных работ.
Основные труды в области международного публичного и международного частного права, в том числе 
- «Право международной торговли» (1927),
- «Международное частное право» (1932),
- «Основы международного права» (1936),
- «Правовое положение иностранцев» (1947),
- «Вексельное и чековое право» (1953),
- «Правовое положение иностранных предприятий в Югославии» (1956),
- курс международного права (1954—1958).